# 新安故城
新安故城，又称南头古城、南头城，本地人稱為九街村，位于中国广东省深圳市南山区南头街道深南大道與南新路交界北側，占地面积约七万平方米，临近深圳中山公园。歷史上曾作為東官郡城、寶安縣城、東莞所城等，管辖范围一度覆盖现香港、深圳、东莞、番禺南部、中山、珠海、澳门等地，是“历代岭南沿海地区行政管理中心、海防要塞、海上交通和对外贸易的集散地”，亦为“深港澳地区的历史文化源头”，
目前的所保留下来古城建于明洪武二十七年（1394年），为当时东莞守御千户所城。据考，该城城基材料为黄泥砂土，轮廓呈不规则矩形，并且四周围绕有濠沟。城址东西最长处680米，南北最宽处500米。现时古城的南北城墙基址仍存，唯南城门保存较完整，呈拱形，上有一矩形石牌，有小篆阴刻“宁南”二字，而其城楼已损毁。其中主要建筑包括古城垣、县衙、新安监狱、东莞会馆、鸦片烟馆、聚秀楼、育婴堂、关帝庙、文天祥祠、信国公文氏祠、解放内伶仃纪念碑等。古城内之原宝安县政府旧址处現為南头古城博物馆，展示深圳建城历史。

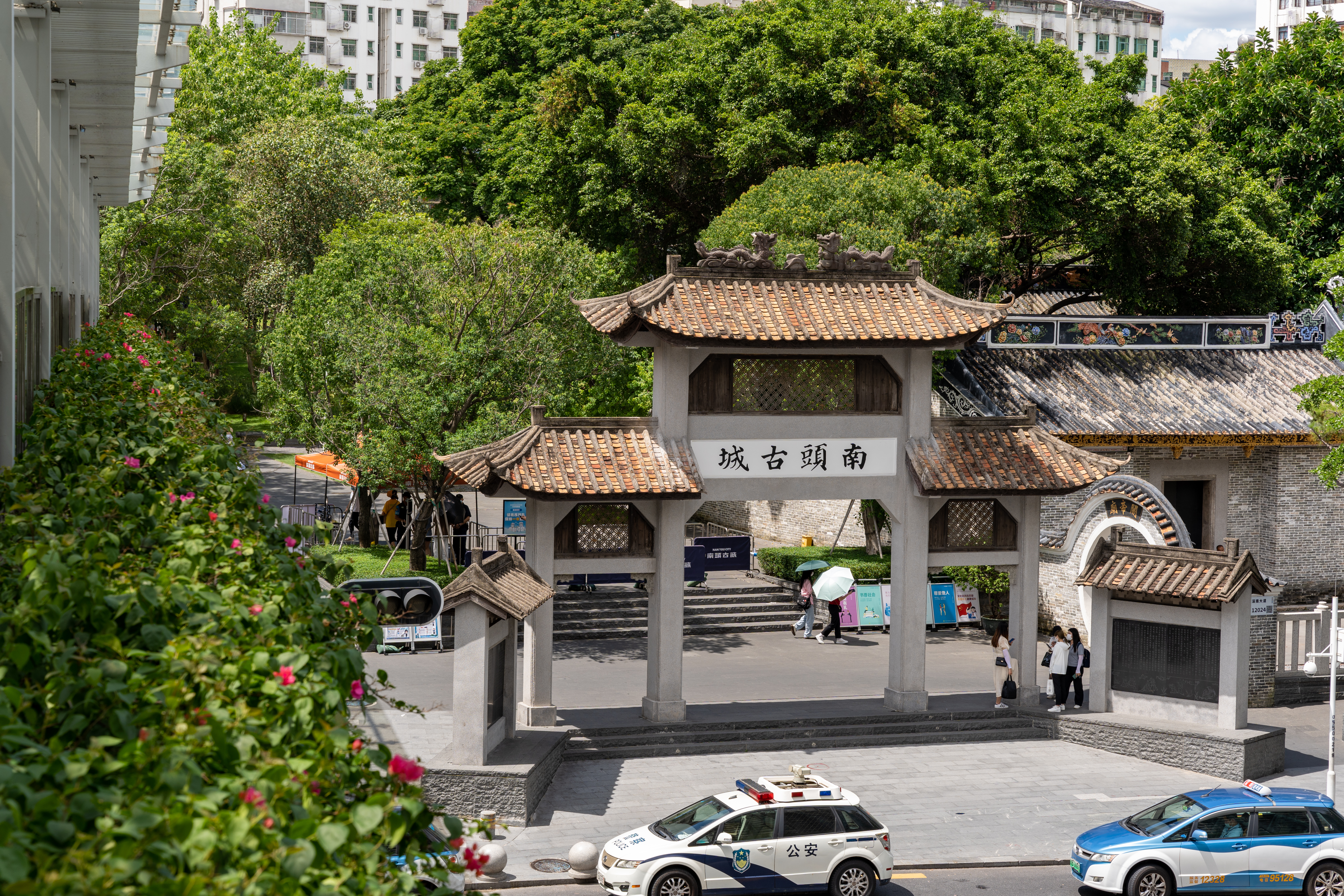
2022年南头古城前的牌坊

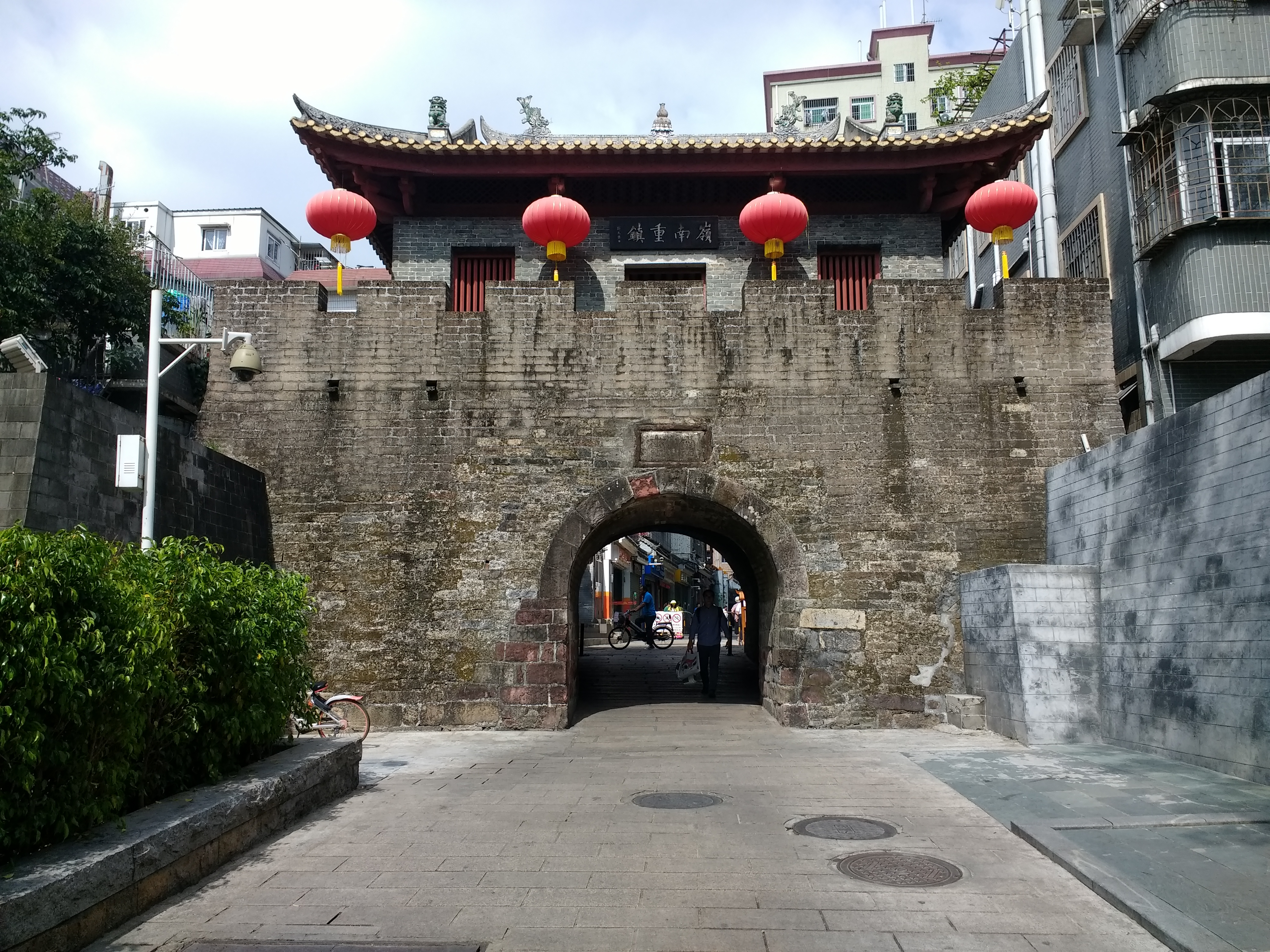
发掘古城墙遗迹前的南门

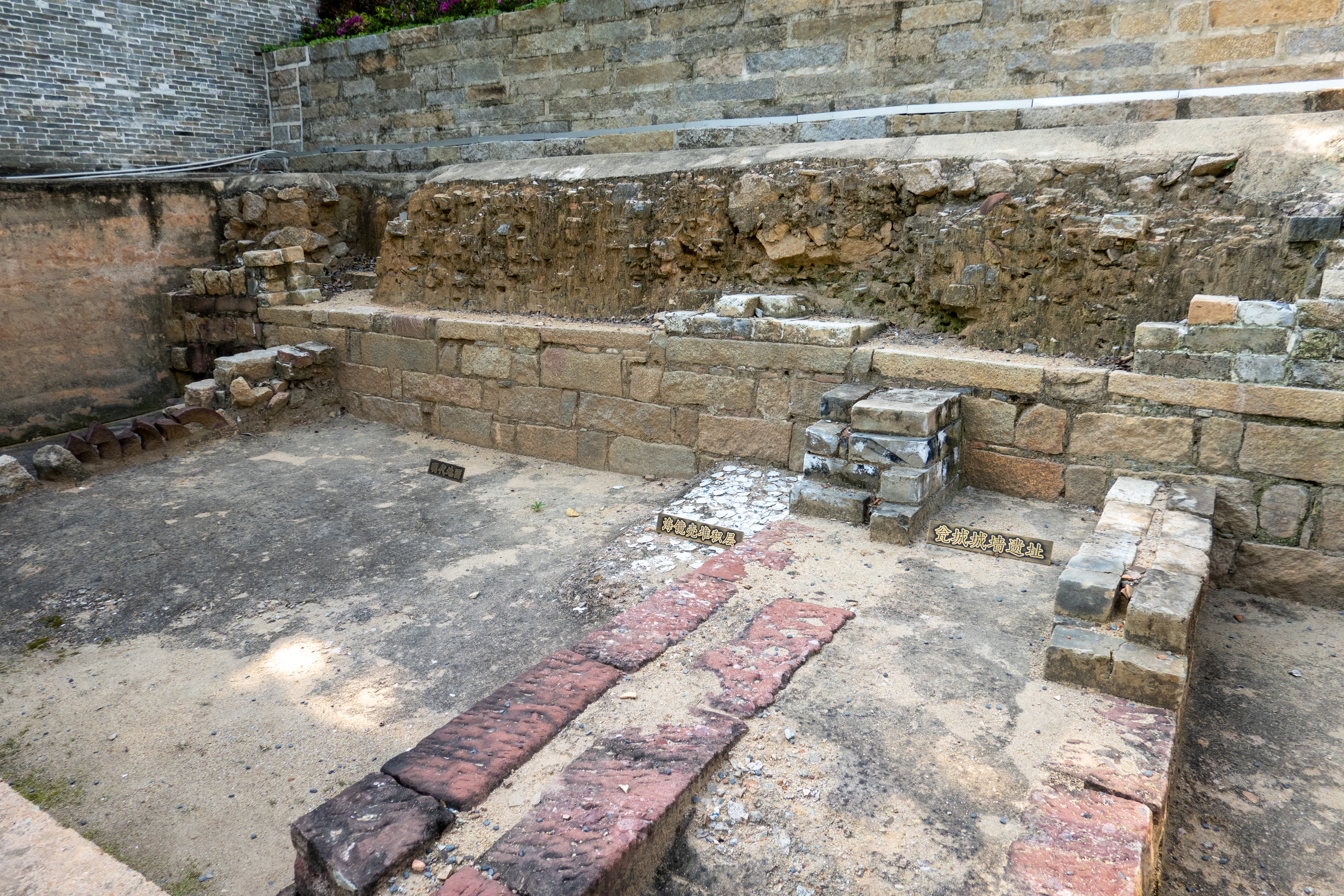
南头古城城墙遗址

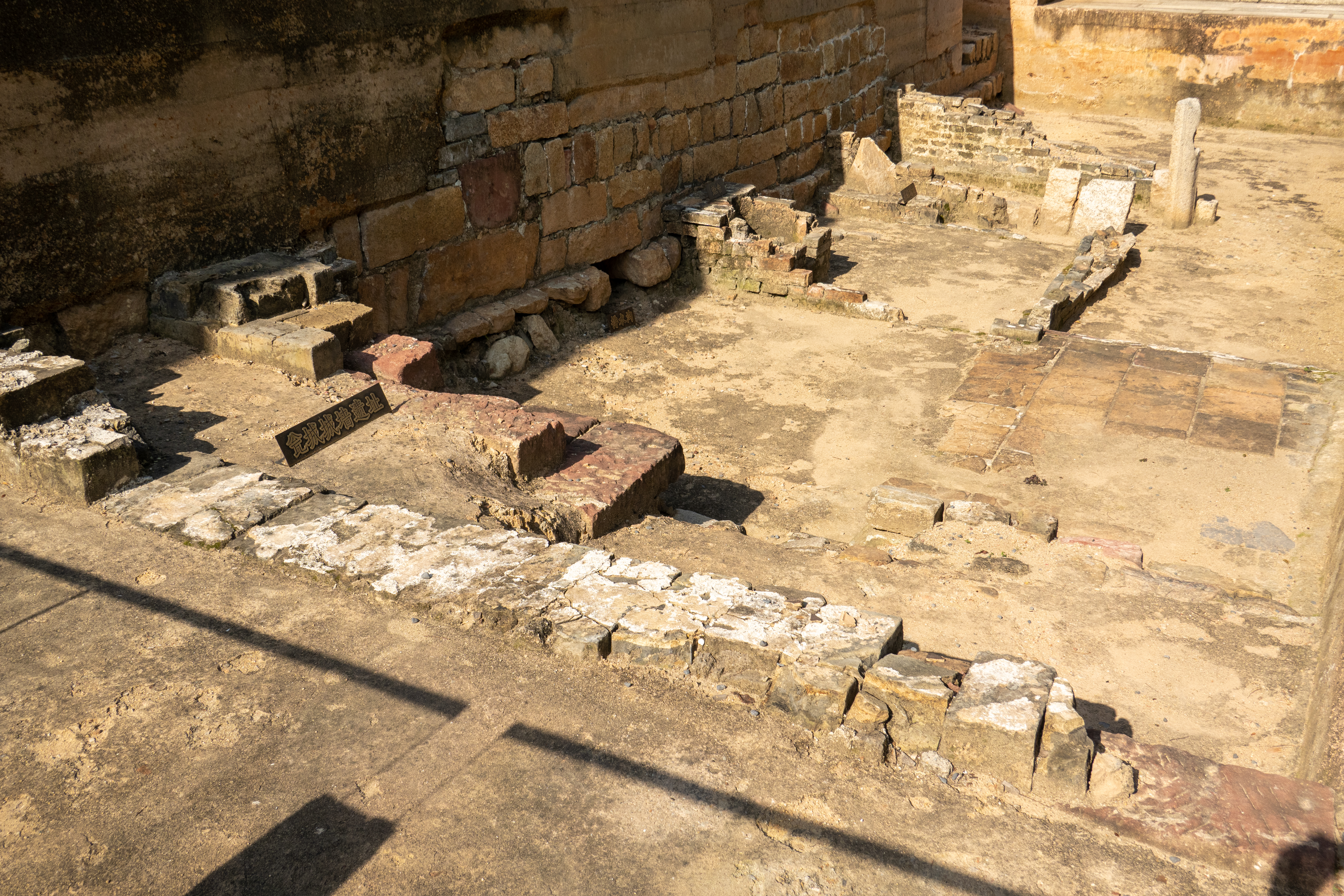
南头古城城墙遗址

## 沿革

### 秦漢
秦攻百越之战後，於嶺南設南海郡，轄四縣（番禺、四會、博羅、龍川）。漢代漢武帝時，在南海郡番禺縣設置番禺鹽官，駐地在南頭一帶。因其位處番禺城（今廣州）之東，與西邊的高要鹽官遙相呼應，因此被稱為「東官」。漢代鹽官職務甚高，官位相當於郡守。

### 三國
東吳甘露元年（265年），在漢代番禺鹽場舊地上設「司鹽都尉」，並在南頭築起首座城寨——司鹽都尉壘，又稱「蕪城」。

### 晉
東晉成帝咸和六年（331年），朝庭將南海郡一分為二，析出東官郡，郡城建於三國吳國司鹽都尉壘舊址之上，管理安懷、寶安、海安、欣樂、海豐、齊昌、陸安、興寧八縣，南頭便同時成為東官郡及寶安縣的郡、縣治所在地。　

### 南朝
到了南朝梁天监六年（507年）時，東官郡改名東莞郡。隋文帝開皇九年（589年），東莞郡被撤銷，併入南海郡，而寶安縣治仍然在南頭城。

### 隋唐五代
唐至德二年（757年），寶安縣改名為東莞縣，縣治遷移到安懷縣 到涌，即今日東莞境內。南頭城至此失去行政中心地位，轉而成為海防重鎮。唐玄宗開元二十四年（736年），朝廷在南頭城附近海邊，設置了一個軍事要地屯門鎮，隸屬於安南都護府，指揮所在南頭城內。

### 明
洪武二十七年時，在南頭城基礎上修建了東莞守禦千戶所城。萬曆元年（1573年），又從東莞縣分析出新安縣，縣治設在南頭城。

### 清

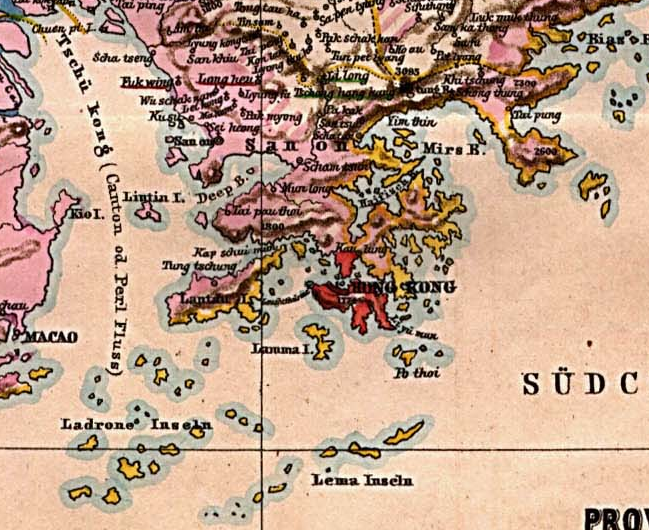
清代的新安县。因為南頭时为新安縣治，图中标记为新安（San On）。

清初，东莞守御千户所改为新安营。康熙年間，遷界令頒布。整個南頭城以及三分之二新安縣居民被迫遷離，南頭城只餘下一面城牆，餘下的屋磚都用來建立界牆。康熙五年（1666年）時，因為人太少，新安縣荒廢，並跟東莞縣合併。康熙八年，在兩廣總督周有德、廣東巡撫王來仁的奏請下，復置新安縣，治所設在南頭城。

### 現代
民國三年（1914年），新安縣因為跟河南省的新安縣的名字相同，易令人混淆，故改回原名「寶安縣」，南頭仍然為寶安縣治。
1949年10月16日，解放軍進駐南頭城。1953年，因為寶安縣深圳墟一帶有九廣鐵路，較為繁榮，便取代了南頭的地位，成了寶安縣治。
南頭城結構一直保存到近代，但因為成立經濟特區之後，過份看重經濟發展，又吸引到大量人口遷入，南頭城的古建築受到嚴重的破壞。

## 改造
清末以前的建筑在南头古城的所有建筑中占比不足5%，人们直观的感受是“古城不古”。除却被鉴定为文物的历史建筑和遗迹外，那些清末建筑、民国建筑、抗日战争遗迹、20世纪50年代宝安县、20世纪60年代至70年代九街村时期和特区成立后的村集体建筑，以及1992年以来逐渐兴起的城中村建筑混杂在一起。
2019年3月起，南头古城的“蝶变重生计划”——南头保护修复与特色文化街区改造提升项目正式启动，其中以十字主街、街心公园、工业区厂房作为重点改造区域。十字主街保留了明代以来所形成的古城格局，将改造后的南头古城划分为五大区块——北坊、南门、中汇、西集、东廊。2020年8月26日，经过大半年的改造提升，南头古城南北街示范段开街营业，经历世事沧桑的南头古城终以新貌“迎客”。
330多米长的南北街示范段引入了餐饮、特色零售、文创空间、公共展览等多元业态，共分布南头古城牌坊、南城门广场、南头1820数字展厅等18个打卡点位。南头古城改造完成后将分四大功能区：历史怀旧区、艺术文化体验区、品质生活区、文化创意区。